# The Maine
The Maine es una banda de rock alternativo de Tempe, Arizona, Estados Unidos formada en 2007. El nombre de la banda proviene de la canción «The Coast of Maine» de Ivory.

## Historia
The Maine tuvo sus inicios en Tempe, Arizona en 2006. Mientras que la mayoría de los miembros de la banda estaban todavía en la escuela secundaria, colocaron a The Maine en "'70s radio" como una banda de rock con influencias de sonido pop-punk junto al cantante John O'Callaghan, los guitarristas Kennedy Brock y Jared Monaco, el bajista Garrett Nickelsen y el baterista Pat Kirch. O'Callaghan fue invitado a unirse al grupo después de que el hermano de Kirch lo escuchó cantar en una fiesta. La banda recibe su nombre de uno de sus mayores influencias, Ivory. La banda tiene una canción llamada «The Coast of Maine», de ahí el nombre The Maine.
Después de reunir una enorme cantidad de seguidores a través de Myspace y Purevolume, The Maine concretó su primer concierto ante más de 600 seguidores adquiridos únicamente a través de boca a boca y de Myspace. Las actuaciones en vivo llamaron la atención de Fearless Records. El 8 de mayo de 2007, la banda lanzó un EP digital llamado Stay Up, Get Down. Entre las canciones del EP Count 'Em One, Two, Three, que más tarde volvieron a grabar para su primer álbum de larga duración Can't Stop, Won't Stop.
The Maine firmó con Fearless Records y lanzaron un EP de cinco canciones, The Way We Talk en 2007. Después de tocar en el Vans Warped Tour 2008 la banda lanzó su álbum debut, el cual fue producido por Matt Squire.
Lanzaron un EP en vacaciones de diciembre de 2008 titulado ...And A Happy New Year que incluye una versión de Wham! titulada «Last Christmas» y tres canciones originales. The Maine lanzó una versión de lujo de su álbum debut Can't Stop, Won't Stop junto con un documental digital titulado In Person en julio de 2009. 
La banda lanzó su primer sencillo, «Inside Of You» perteneciente a su álbum Black & White, disponible en iTunes. El 18 de mayo de 2010 se lanzó el sencillo «Growing Up» y «Fuel to the Fire» en 2011.
A finales de 2011, la banda lanzó el tercer álbum de estudio titulado "Pioneer", para posteriormente lanzar en el 2012 un EP "Good Love - The Pioneer B Sides" con canciones inéditas que formaron parte también del proceso de grabación de Pioneer. 
El 4 de junio de 2013, lanzó su disco "Forever Halloween", el cual incluyó un sencillo llamado "Happy" que pudo ser adquirido en iTunes, y días después, anunciaron que estaba disponible para descarga gratuita, el sencillo "Love & Drugs" que también formó parte de este álbum.
El 31 de marzo de 2015 fue lanzado su álbum llamado "American Candy" con gran éxito entre sus más fieles seguidores. Temas como "24 Floors" y "Another Night on Mars" tuvieron gran acogida, debido a la influencia que tuvo la letra sobre los amantes de la banda.
El último álbum llamado "Lovely little lonely" fue lanzado el 7 de abril de 2017. 
Recientemente en 2019, anunciaron la llegada del álbum "You are okay" mediante el lanzamiento del primer sencillo titulado "Numb Without You", el cual ya se encuentra disponible en sus distintas plataformas.

## Carrera
- The Maine está representado por Tim Kirch a través de su empresa Eighty One Twenty Three Management. Otros artistas musicales en la lista de Eighty One Twenty Three incluyen: This Century, Brighten, Austin Gibbs y Colby Wedgeworth.

- En diciembre de 2009, The Maine lanzó This Is Real Life, su primer libro publicado. Se trata de las memorias escritas de la banda, así como la fotografía exclusiva por Dirk Mai.

- En diciembre/enero aparece The Maine como su tema de portada en la Cliché Magazine.

- La canción "Into Your Arms" se ofrece en la aplicación para iPhone, Tap Tap Revenge 3.

- Celulares adquiridos de T-Mobile vienen previamente pre-cargados con el vídeo musical de The Maine, "Into Your Arms".

- The Maine se adjudicó un premio Libby Peta por su anuncio "Animal Testing Breaks Hearts".

- The Maine aparece en la Vanity Fair en el 2010.

- The Maine lanza su segundo álbum titulado "Black and White" en julio de 2010.[1]

- The Maine lanzó su sencillo promocional del álbum Black and White titulado "Inside Of You".

- El 18 de mayo se dio a conocer el nuevo sencillo llamado "Growing Up" de Black and White.

- El 7 de septiembre se estrenó el nuevo EP llamado Dayrotter Sessions' en Dayrotter.[2]

- En el 2011 se lanzó el último sencillo de Black and White llamado "Fuel to the Fire".

- En octubre se habló de su próximo álbum, Pioneer, producido por ellos mismos y que se lanzará el 6 de diciembre de 2011. Ya han sacado dos sencillos este año "Don't Give Up On Us" y "Some Days"

- La canción Into Your Arms Canción escrita por O'Callaghan para una joven llamada Karla Martell en el año 2006.La canción Venia Incluida en el BlackBerry Bold 4 9780 Solo un demo del vídeo.

## Miembros de la banda
- John O'Callaghan: vocalista (2007-presente)
- Kennedy Brock: guitarra rítmica (2007-presente)
- Jared Monaco: guitarra solista (2007-presente)
- Garrett Nickelsen:  bajo (2007-presente)
- Patrick Kirch: batería (2007-presente)

### Antiguos miembros
- Ryan Osterman: guitarra (2007)
- Alex Ross: guitarra  (2007)

## Discografía

### Álbumes del estudio
- Can't Stop, Won't Stop, lanzado el 8 de julio de 2008 por Fearless Records.
- Black and White, lanzado el 13 de julio de 2010 por Warner Bros. Records.
- Pioneer, lanzado el 6 de diciembre de 2011 por Action Theory Records/Warner Bros. Records.
- Forever Halloween, lanzado el 4 de junio de 2013.
- American Candy, lanzado el 31 de marzo de 2015.
- Lovely Little Lonely, lanzado el 7 de abril de 2017.
- You Are Ok, lanzado el 29 de marzo de 2019.

### EP
- Stay Up, Get Down EP, lanzado el 8 de mayo de 2007.
- The Way We Talk EP, lanzado el 11 de diciembre de 2007 por Fearless Records.
- And A Happy New Year EP, lanzado el 9 de diciembre de 2008 por Fearless Records.
- Daytrotter Sessions EP, lanzado el 7 de septiembre de 2010 por Fearless Records.
- In Darkness & In Light, lanzado el 27 de diciembre de 2010 por Fearless Records.
- Imaginary Numbers EP, lanzado el 10 de diciembre de 2013.

### Álbumes en vivo
- Never Shout Never & The Maine, lanzado el 21 de diciembre del 2010 por Warner Bros. Records.